# Dubovany
Dubovany je naseljeno mjesto u okrugu Piešťany u Trnavskom kraju u Slovačkoj.

## Stanovništvo
| Godina:     | 1993. | 2003.   | 2013.   | 2023.   |
| ----------- | ----- | ------- | ------- | ------- |
| Broj ljudi: | 868   | 937     | 1003    | 1088    |
| Razlika:    |       | +7,94 % | +7,04 % | +8,47 % |

| Godina:     | 2022. | 2023.   |
| ----------- | ----- | ------- |
| Broj ljudi: | 1073  | 1088    |
| Razlika:    |       | +1,39 % |

Prema podacima o broju stanovnika iz 2023. godine naselje je imalo 1088 stanovnika.

## Vanjske poveznice
|  | Zajednički poslužitelj ima još gradiva o temi Dubovany |

- Službena stranica naselja (sl.)